# Seconda Fondazione
Seconda Fondazione (Second Foundation), edito in italiano anche come L'altra faccia della spirale, è un romanzo di fantascienza del 1953 di Isaac Asimov che chiude la trilogia originale del Ciclo delle Fondazioni. La narrazione riprende laddove si era interrotta in Fondazione e Impero. Le storie che compongono il romanzo vennero originariamente pubblicate nella rivista Astounding coi titoli Now you see it nel gennaio 1948 e And Now You Don't nel novembre 1949-gennaio 1950.

## Titoli originali
- Now You See It— (gennaio 1948), Part I: Search By the Mule (edizione in volume, 1953)
- —And Now You Don't (dicembre 1949-gennaio 1950), Part II: Search By the Foundation (edizione in volume, 1953)

## Trama

### Prima parte
Il Mulo è da cinque anni il Primo Cittadino della Galassia. Per completare l'opera deve tuttavia scovare e distruggere il suo unico nemico, la fantomatica Seconda Fondazione, convinto che essa si stia preparando ad affrontare la minaccia.
Il Mulo conosce il grande potere della Seconda Fondazione, avendo ereditato direttamente da Hari Seldon le conoscenze sulla psicostoria, ignote nella Prima Fondazione, ma gli unici riferimenti sono le parole di Hari Seldon che la localizza all'altro capo della Galassia (Star's end nell'originale). Nel tentativo di scovarla per distruggerla, il Mulo manda in missione il generale Han Pritcher e il giovane Bail Channis. Il generale è un condizionato, cioè reso artificialmente fedele dal Mulo in virtù dei suoi poteri mentali, dopo che questi aveva tramato per ucciderlo. Channis viene invece reclutato nella convinzione che la sua mente libera possa dare un contributo più creativo e originale alla ricerca della Seconda Fondazione.
Channis localizza il pianeta Tazenda, la cui assonanza con Star's end gli è sufficiente a convincere il Primo Cittadino che quella sia la sede della Seconda Fondazione. Il Mulo, attraverso le sue facoltà ed acume è certo che Channis possegga un pur lieve potere mentale e dunque sia un membro infiltrato della Seconda Fondazione. Egli tuttavia lo vuole utilizzare per volgere la situazione a suo favore.
Pritcher e Channis sono su un freddo e desolato pianeta vassallo di Tazenda, Rossem, per vagliare la presenza di membri della Seconda Fondazione ma l'ufficiale convertito smaschera il giovane in un acceso dibattito in privato. Ben presto i due sono raggiunti dal Mulo il quale li ha seguiti con la sua flotta. Channis svela i suoi poteri mentali battendosi con il Primo Cittadino ed usando la minaccia di un Pritcher liberato dalla conversione. Il Mulo, più potente, riesce a sconfiggerlo ed estorcergli sotto la pena del dolore la notizia tanto attesa, che Rossem sia l'ubicazione della Seconda Fondazione.
In quello che sembra un ultimo, disperato tentativo in difesa di Channis e del pianeta, interviene il Primo Oratore - uno dei sapienti della Seconda Fondazione - cercando di contrastare con i propri poteri mentali quelli del Mulo, convinto di avere in mano la vittoria, ma, in un ulteriore colpo di scena, l'uomo rovescia le carte in tavola e rivela al Primo Cittadino che Channis è stato precedentemente condizionato per infondergli la convinzione, falsa, che la Seconda Fondazione si trovasse su Rossem, allo scopo di portare lui e la sua flotta lontano da Kalgan, lasciando il pianeta indifeso.
Lo sconcerto del Mulo è tale da abbassare per un momento le sue difese mentali, permettendo così al Primo Oratore di condizionarlo a sua volta e renderlo definitivamente inoffensivo. Il mutante torna su Kalgan per continuare a governare per i pochi anni che la sua debole salute gli concede, come un sovrano illuminato e pacifico.

### Seconda parte
Un effetto collaterale dell'intervento diretto che si è reso necessario per la Seconda Fondazione è che questa ha dovuto scoprirsi, rivelando la sua esistenza ai membri della Prima Fondazione, che dopo la morte del Mulo ha riacquistato la sua indipendenza. A questo punto appaiono nella storia il dottor Darell, figlio di Toran e Bayta Darell, e sua figlia Arcadia. Darell guida un gruppo di scienziati e intellettuali della Prima Fondazione che cercano di contrastare la Seconda Fondazione, interpretando il suo proposito di correggere la deviazione dal Piano Seldon come un illecito tentativo di dominio della loro volontà. Trovano infatti le prove del condizionamento mentale al quale sono stati sottoposti alcuni membri della classe dirigente, e si mettono alla sua ricerca per distruggerla.
Dato che una delle condizioni fondamentali per la riuscita del Piano Seldon era che le masse fossero ignare del loro condizionamento e del corso futuro degli eventi, gli uomini della Seconda Fondazione mettono a punto un progetto per correggere questa ulteriore deviazione dal Piano. Innanzitutto, uno dei suoi membri, Lady Callia, riesce a infiltrarsi su Kalgan e a diventare la donna del signore del pianeta, Stettin, inducendolo a dichiarare contro la Prima Fondazione una guerra che questa sarebbe stata destinata a vincere, con l'obiettivo di far riacquistare ai suoi membri la fiducia nelle proprie possibilità dopo il presunto fallimento del piano di Hari Seldon. Un altro membro, Anthor, si infiltra nello stesso gruppo di Darell, che nel frattempo ipotizza che Kalgan sia la vera sede della Seconda Fondazione. La svolta definitiva agli eventi la dà il Primo Oratore, Preem Palver, che, sotto le spoglie di un mercante agricolo, interviene personalmente cavando d'impaccio Arcadia da una situazione difficile in cui si era cacciata su Kalgan, e portandola con sé al sicuro su Trantor. Qui Arcadia, nell'attesa che la guerra finisca per poter tornare a casa, ha un'intuizione sulla sede della Seconda Fondazione, e tramite Preem Palver fa riferire al padre una frase rivelatrice: "un circolo non ha un capo". Questa fa riferimento alla forma a doppia spirale della Galassia, che percorrendo lungo la circonferenza conduce allo stesso punto di partenza, indicando quindi che la Seconda Fondazione è stata creata su Terminus e tenuta nascosta, per seguire da vicino e indirizzare lo sviluppo della Prima. Tutto ciò viene confermato da Anthor quando viene scoperto, e la ricerca porterà a scovare e neutralizzare 50 uomini della Seconda Fondazione su Terminus, convincendo la Prima Fondazione di essere rimasta ormai l'unica.
In realtà la Seconda Fondazione ha ripreso integralmente le redini dell'equilibrio storico della Galassia, salda nella sua sede. La narrazione infatti si conclude con Preem Palver che riflette sulla riuscita del suo piano per condizionare Darell tramite Arcadia, e sui drammatici costi che si erano resi necessari, facendo sacrificare 50 volontari per convincere la Prima Fondazione di aver eliminato definitivamente la Seconda, in modo che potesse continuare sulla strada della costruzione di un altro Impero Galattico ignara del condizionamento, lasciando procedere senza più ulteriori intoppi il Piano Seldon, mentre la Seconda Fondazione proseguiva nel silenzio, dimenticata da tutti, a supervisionare la strada verso il Secondo Impero, lì nella sua "segretissima" sede da cui mai si era spostata: su Trantor, là dove tutto era iniziato, là sul pianeta che al tempo di Hari Seldon era il centro dell'Impero e costituiva non solo in termini fisici, ma soprattutto in termini di civiltà l'altro capo della Galassia rispetto alla periferia selvaggia dove fu creata la Prima Fondazione. Trantor: la Fine delle Stelle, Star's End.

## Edizioni
(elenco parziale)
- Isaac Asimov, Second Foundation, 1953.
- Isaac Asimov, L'altra faccia della spirale, traduzione di Cesare Scaglia, collana Urania n° 338, Arnoldo Mondadori Editore, 1964,  p. 202.
- Isaac Asimov, L'altra faccia della spirale, traduzione di Cesare Scaglia, collana Oscar Mondadori n° 571, Arnoldo Mondadori Editore, 1974,  p. 202.
- Isaac Asimov, Seconda Fondazione, traduzione di Cesare Scaglia, collana Classici Urania n° 218, Arnoldo Mondadori Editore, 1995,  p. 222.
- Isaac Asimov, Trilogia della Fondazione, traduzione di Cesare Scaglia, collana Oscar Grandi Classici n° 92, Arnoldo Mondadori Editore, 2004,  p. 200, ISBN 978-88-04-52864-7. (Contiene anche Fondazione e Fondazione e Impero).